# Hans Mossin (1678–1755)
Hans Mossin, född 1678 eller möjligtvis 1680 i Randers, död den 29 september 1755 i Køge, var en dansk präst.
Mossin blev student från hemstadens skola 1698. Han tog teologisk attestats (ämbetsexamen) 1701 och blev 1709 sognepræst i Skuldelev och Selsø samt 1727 prost i Horns Herred. År 1731 blev han sognepræst vid Trinitatis Kirke i Köpenhamn och 1736 förflyttades han till Nicolai Kirke i samma stad. 
I Köpenhamn blev han invecklad i de våldsamma kyrkliga stridigheter, som ägde rum på den tiden. Redan 1734 hade han i sin egenskap av studenternas präst inberättat till den kommission, som då hade tillsatts för att dämpa stridigheterna mellan prästerna, att studenter hade meddelat honom, att professor Reuss på sina föreläsningar uttalade sig i ordalag, som måste framkalla tvivel om hans renlärighet. Detta hindrade dock inte hans förflyttning till Nicolai, måhända därför att han hade en mäktig beskyddare i greve Danneskiold-Samsøe. Men det visade sig snart, att männen av den pietistiska riktningen, som nu helt hade segrat, hyste misstillit till honom.
Den reformation, som skulle genomföras, sattes i Köpenhamn till stor del i verket genom att man anställde unga, ivriga pietister som kateketer vid sockenkyrkorna. Två sådana, A. Balslev och H. Rehling, anställdes också i strid med Mossins rekommendation vid hans kyrka. Han kom strax i strid med dem, och under sommaren 1737 förklarade han inför församlingen att kateketerna inte lärde ut den rätta läran, utan förkunnade en falsk och djävulsk lära. Biskopen fick befallning att ge honom en tillrättavisning, men Mossin ville inte låta det bero med det, utan skrev en förklaring, som han sände kungen. Det tillsattes då i enlighet med Bluhmes förslag en kommission för att undersöka saken.
Denna fällde 1738 den domen, att det inte fanns något substantiellt att anmärka på den lära som någon av parterna förkunnade, men Mossin hade handlat mot lagen och ritualen (kyrkoordningen) såväl som mot kungens förbud genom att tala om saken från predikstolen. De av honom använda uttrycken om kateketerna förklarades vara döda och kraftlösa, han dömdes att mista sitt ämbete och till att betala ett större bötesbelopp. Domen väckte stor uppmärksamhet. I ortodoxa kretsar kom man länge ihåg detta forfølgelsens år, då det hade visat sig, att det inte längre skulle tolereras någon opposition mot pietismen. Mossin blev dock 1740 åter anställd som sognepræst, denna gång i Køge. Man vet inte mycket om honom utöver det här omtalade ärendet. Efter hans inlägg att döma har det för honom varit en samvetssak att skydda kyrkan mot vad han ansåg vara falsk lära.